# Guarapari
Guarapari là một đô thị thuộc bang Espírito Santo, Brasil. Đô thị này có diện tích 592,231 km², dân số năm 2007 là 93012 người, mật độ 157,05 người/km².